# Amastus gaujoni
Amastus gaujoni là một loài bướm đêm thuộc phân họ Arctiinae, họ Erebidae.